# Cyclingteam de Rijke/Saison 2011
Dieser Artikel listet Erfolge und Mannschaft des Radsportteams Cyclingteam de Rijke in der Saison 2011 auf.

## Erfolge in der UCI Europe Tour
Bei den Rennen der UCI Europe Tour im Jahr 2011 gelangen dem Team nachstehende Erfolge.
| Datum      | Rennen                           | Kat. | Fahrer   |
| ---------- | -------------------------------- | ---- | -------- |
| 11. August | 1. Etappe La Mi-Août en Bretagne | 2.2  | Kai Reus |

## Erfolge in der Cyclocross Tour
Bei den Rennen der UCI-Cyclocross-Saison 2010/11 gelangen dem Team nachstehende Erfolge.
| Datum        | Rennen                                       | Fahrer              |
| ------------ | -------------------------------------------- | ------------------- |
| 9. Oktober   | TOI TOI Cup, Uničov                          | Christoph Pfingsten |
| 21. November | Internationales Döhlauer Crossrennen, Döhlau | Christoph Pfingsten |

## Zugänge – Abgänge
| Zugänge                | Team 2010             | Abgänge            | Team 2011                 |
| ---------------------- | --------------------- | ------------------ | ------------------------- |
| Jeff Vermeulen         | AA Drink Cycling Team | Ronan van Zandbeek | Skil-Shimano              |
| Niek Boom              | Neoprofi              | Bram Schmitz       | Veranda’s Willems-Accent  |
| Ike Groen              | Neoprofi              | Jesper Asselman    | Rabobank Continental Team |
| Rick Ottema            | Neoprofi              | Thomas Berkhout    | Unbekannt                 |
| Jesper Schipper        | Neoprofi              | Bart van Haaren    | Unbekannt                 |
| Kai Reus (ab 15. Juni) | Rabobank              |                    |                           |

## Mannschaft
| Name                 | Geburtstag         | Nationalität |
| -------------------- | ------------------ | ------------ |
| Niek Boom            | 4. Mai 1992        | Niederlande  |
| Remco te Brake       | 29. November 1988  | Niederlande  |
| Rikke Dijkxhoorn     | 5. Januar 1986     | Niederlande  |
| Ike Groen            | 31. Mai 1992       | Niederlande  |
| Yoeri Havik          | 19. Februar 1991   | Niederlande  |
| Sjoerd Kouwenhoven   | 3. November 1990   | Niederlande  |
| Bas Krauwel          | 28. Januar 1991    | Niederlande  |
| Rune van der Meijden | 23. März 1991      | Niederlande  |
| Sander Oostlander    | 25. November 1984  | Niederlande  |
| Rick Ottema          | 25. Juni 1992      | Niederlande  |
| Christoph Pfingsten  | 20. November 1987  | Deutschland  |
| Kai Reus             | 11. März 1985      | Niederlande  |
| Jesper Schipper      | 17. September 1992 | Niederlande  |
| Bob Schoonbroodt     | 12. Februar 1991   | Niederlande  |
| Bas Stamsnijder      | 29. November 1989  | Niederlande  |
| Jack Vermeulen       | 19. Juni 1990      | Niederlande  |
| Jeff Vermeulen       | 7. Oktober 1988    | Niederlande  |
| Stefan Vreugdenhil   | 28. Dezember 1989  | Niederlande  |

## Platzierungen in UCI-Ranglisten
UCI Europe Tour 2011
|       | Fahrer              | Punkte |
| ----- | ------------------- | ------ |
| 106.  | Yoeri Havik         | 121    |
| 136.  | Remco te Brake      | 105    |
| 752.  | Kai Reus            | 12     |
| 963.  | Christoph Pfingsten | 7      |
| 1121. | Sander Oostlander   | 4      |
| 1121. | Sjoerd Kouwenhoven  | 4      |
| 1139. | Rick Ottema         | 3      |